# Averton

Averton este o comună în departamentul Mayenne, Franța. În 2009 avea o populație de 615 de locuitori.